# Petra Zakouřilová
Petra Zakouřilová (Liberec, 5 settembre 1978) è un'ex sciatrice alpina ceca.
È sorella di Borek Zakouřil, a sua volta sciatore alpino di alto livello.

## Biografia

### Stagioni 1994-2004
La Zakouřilová debuttò in campo internazionale in occasione dei Mondiali juniores di Lake Placid 1994; esordì in Coppa Europa il 9 dicembre 1995 a Špindlerův Mlýn in slalom speciale e in Coppa del Mondo il 18 febbraio 2001 a Garmisch-Partenkirchen nella medesima specialità, in entrambi i casi senza completare la prova. Sempre nel 2001 ai Mondiali di Sankt Anton am Arlberg, sua prima presenza iridata, si classificò 30ª nello slalom gigante e 17ª nello slalom speciale.
Ai XIX Giochi olimpici invernali di Salt Lake City 2002, sua prima presenza olimpica, si piazzò 27ª nello slalom gigante, 16ª nella combinata e non completò lo slalom speciale; nel 2003 ai Mondiali di Sankt Moritz fu 34ª nello slalom gigante e 17ª nello slalom speciale e il 28 dicembre ottenne a Lienz in slalom speciale il suo miglior piazzamento in Coppa del Mondo (14ª).

### Stagioni 2005-2012
Ai Mondiali di Bormio/Santa Caterina Valfurva 2005 si classificò 37ª nello slalom gigante e 20ª nello slalom speciale; l'anno dopo ai XX Giochi olimpici invernali di Torino 2006 si piazzò 27ª nello slalom gigante, 24ª nella combinata e non completò lo slalom speciale, mentre ai Mondiali di Åre 2007, sua ultima presenza iridata, fu 40ª nello slalom gigante, 28ª nello slalom speciale e 9ª nella gara a squadre.
Ai XXI Giochi olimpici invernali di Vancouver 2010, sua ultima presenza olimpica, non completò né lo slalom gigante né lo slalom speciale. Prese per l'ultima volta il via in Coppa del Mondo il 17 gennaio 2010 a Maribor in slalom speciale, senza completare la prova, e si ritirò al termine della stagione 2012-2012; la sua ultima gara fu uno slalom speciale FIS disputato l'11 marzo a Albrechtice v Jizerských horách, chiuso dalla Zakouřilová al 12º posto.

## Palmarès

### Coppa del Mondo
- Miglior piazzamento in classifica generale: 90ª nel 2004

### Coppa Europa
- Miglior piazzamento in classifica generale: 84ª nel 2001

### Campionati cechi
- 23 medaglie:
  - 4 ori (slalom speciale nel 2001; slalom gigante, slalom speciale nel 2006; slalom gigante nel 2008)
  - 11 argenti (slalom gigante nel 1995; slalom speciale nel 1998; slalom speciale nel 2000; slalom gigante nel 2001; slalom speciale nel 2002; slalom gigante, slalom speciale nel 2003; slalom speciale nel 2004; supergigante nel 2006; slalom speciale, supercombinata nel 2008)
  - 8 bronzi (slalom gigante nel 1996; slalom gigante, slalom speciale nel 1999; slalom gigante nel 2000; slalom gigante nel 2002; slalom gigante nel 2004; slalom gigante nel 2005; supergigante nel 2008)